# دیپلماسی خاویار
دیپلماسی خاویار (ترکی آذربایجانی: Kürü diplomatiyası, انگلیسی: Caviar diplomacy) به سیاست دولت جمهوری آذربایجان برای خریدن یا اثر گذاردن بر سیاستمداران، روزنامه نگاران و افراد ذی‌نفوذ از طریق پرداخت پول یا اهدای هدایای ارزنده از جمله خاویار، نقره و طلا و دعوت از آنان برای سفر و پذیرایی در باکو گفته می‌شود.